# Moving Pictures (album)
Albums de Rush
Permanent Waves
(1980) Exit...Stage Left
(1981)
Moving Pictures est le huitième album du groupe de rock progressif canadien Rush et sort en 1981. C'est leur premier disque à être certifié platine aux États-Unis (quadruple platine avec quatre millions d’albums vendus) et est classé à la 3e place de la liste des « 50 Greatest Prog Rock Albums of All Time » établie par le magazine Rolling Stone.

## Historique
L’évolution entrevue sur l'album précédent Permanent Waves, qui inclut le hit Freewill, est renforcée avec des chansons comme Tom Sawyer et Limelight ainsi que Red Barchetta, formatées pour les radios FM.
Tom Sawyer ouvrant l'album, s'inspire du célèbre roman de l’écrivain américain Mark Twain. Il est le single le plus vendu du groupe. Le thème principal de cette chanson a été reprise en partie par le groupe de rap, les Beastie Boys, lors d'une de leurs tournées.
YYZ est le code international aéronautique assigné à l’aéroport de Toronto. Ces trois lettres, en alphabet morse (-.-- -.-- --..) marquent la rythmique de la pièce dès le début. Ce titre fut nommé aux Grammy Awards en 1982 dans la catégorie « meilleur morceau instrumental ». Repris par le groupe Dream Theater alors qu’il s’appelait encore Majesty, il sert aussi d’introduction à la chanson John The Fisherman du groupe Primus sur l’album de 1989 : Suck On This.
Witch Hunt (Part III of 'Fear') fait partie d’une série de chansons qui comprend : The Weapon de Signals, The Enemy Within de Grace Under Pressure et Freeze de Vapor Trails.
La partie reggae de Vital Signs est inspirée par le groupe The Police. Le groupe exploitera davantage ce genre musical dans l’album studio suivant : Signals.
Une version DeLuxe Edition de l'album Moving Pictures est sortie le 5 avril 2011.

## Musiciens
- Geddy Lee : basse, synthétiseurs, pédales basse Moog Taurus, chant
- Alex Lifeson : guitares acoustique et électrique 6 et 12 cordes, Moog Taurus
- Neil Peart : batterie, percussions

## Liste des titres
| 1.    | Tom Sawyer                      | 4:33  |
| 2.    | Red Barchetta                   | 6:06  |
| 3.    | YYZ                             | 4:24  |
| 4.    | Limelight                       | 4:19  |
| 5.    | The Camera Eye                  | 10:56 |
| 6.    | Witch Hunt (Part III of 'Fear') | 4:43  |
| 7.    | Vital Signs                     | 4:43  |
| 39:44 |                                 |       |

## Charts

### Album
| Année | Chart      | Position |
| ----- | ---------- | -------- |
| 1981  | Pop Albums | 3        |

### Singles
| Année | Chart                  | Single     | Position |
| ----- | ---------------------- | ---------- | -------- |
| 1981  | Mainstream Rock Tracks | Limelight  | 4        |
| 1981  | Mainstream Rock Tracks | Tom Sawyer | 1        |